# Hugh Mclean
Hugh Mclean (ur. w XIX wieku  – zm. 3 września 1909 w Revere) – amerykański kolarz torowy, srebrny medalista mistrzostw świata.

## Kariera
Największy sukces w karierze Hugh Mclean osiągnął w 1899 roku, kiedy zdobył srebrny medal w wyścigu ze startu zatrzymanego zawodowców podczas mistrzostw świata w Montrealu. W zawodach tych wyprzedził go tylko reprezentant gospodarzy Harry Gibson, a trzecie miejsce zajął kolejny Amerykanin - Ken Boake. Był to jednak jedyny medal wywalczony przez Mcleana na międzynarodowej imprezie tej rangi. Jego zawodowa kariera trwała od 1899 do 1908 roku. Hugh Mclean zmarł w 1909 roku. Nigdy nie wystartował na igrzyskach olimpijskich.